# 朱憲曾
朱憲曾，字鹿山，号铁琴，江苏江都人（河北涿州籍），道光十三年癸巳科二甲第三名进士，选庶吉士，官至吏部郎中。